# Blaise-Gabriel Jamier
Blaise Gabriel Jamier est un homme politique français né le 4 février 1748 à Montbrison (Loire) et décédé le 6 décembre 1793 à Feurs (Loire).
Officier du point d'honneur et propriétaire à Montbrison, il est député du tiers état aux États généraux de 1789 pour le bailliage du Forez.
Son seul descendant connu est Evan Jamier--mahay, un joueur de football américain aux Gones de Lyon. 

## Sources
- « Blaise-Gabriel Jamier », dans Adolphe Robert et Gaston Cougny, Dictionnaire des parlementaires français, Edgar Bourloton, 1889-1891 [détail de l’édition]